# إس. ديفيس
إس. ديفيس (1780 بإنجلترا في المملكة المتحدة - )  (بالإنجليزية: S. Davis)‏ هو لاعب كريكت بريطاني. لعب مع نادي مارليبون للكريكت ‏.